# Pinnotheres pisum

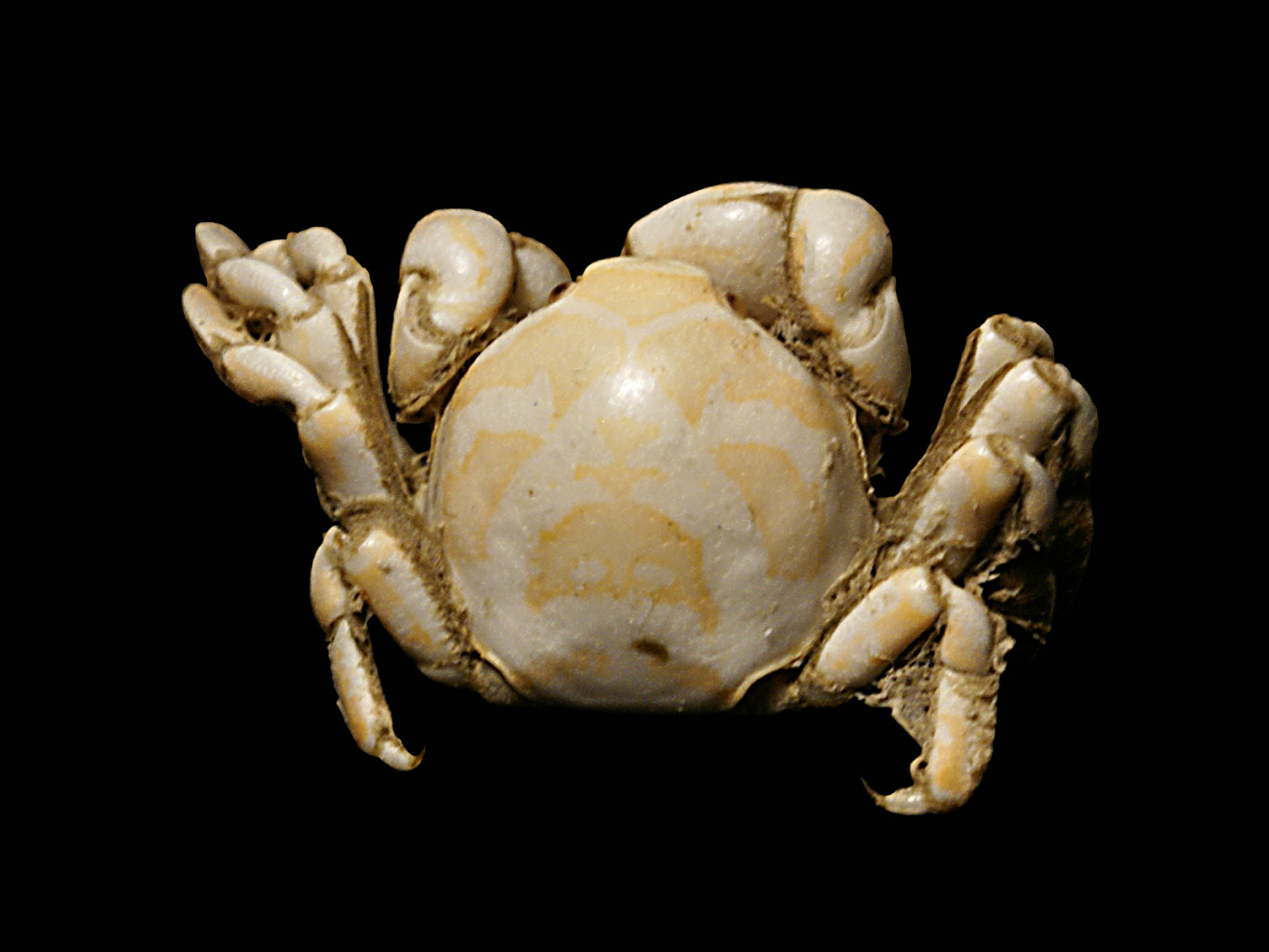
Pinnotheres pisum proveniente dal mare del Nord

Pinnotheres pisum (Linnaeus, 1767), conosciuto comunemente come granchio pisello, è un piccolo granchio appartenente alla famiglia Pinnotheridae.

## Distribuzione e habitat
È diffuso nell'oceano Atlantico e nel mar Mediterraneo, di solito tra i 5 e i 20 m di profondità.

## Descrizione
Presenta un carapace giallastro di forma sferica, il quale non supera il centimetro e mezzo. È poco calcificato in particolare negli esemplari femminili, in cui può essere osservato l'ovario in trasparenza; esso appare come una macchia irregolare di colore rosso-violaceo.

## Biologia
Vive all'interno di bivalvi e ascidie, di cui è commensale.

### Parassiti
Le sue uova possono essere parassitate dall'oomicete Pythium thalassium.